# Mzuzu
Mzuzu este un oraș în Malawi, reședința districtului omonim și a regiunii Northern. Ca număr de locuitori Mzuzu este al treilea oraș ca mărime din țară, situat într-o regiune agricolă specializată în cultura ceaiului, cafelei și cauciucului natural. La sud de oraș se găsește Pădurea Viphya, cea mai mare pădure antropică de pe continentul negru.

Orașul este deservit de aeroportul local, cod IATA: ZZU, cod ICAO: FWUU și din 1994 este centru universitar.  

## Demografie
| An   | Populația |
| ---- | --------- |
| 1987 | 44 217    |
| 1998 | 87 030    |
| 2008 | 175 345   |